# Walter Mossberg

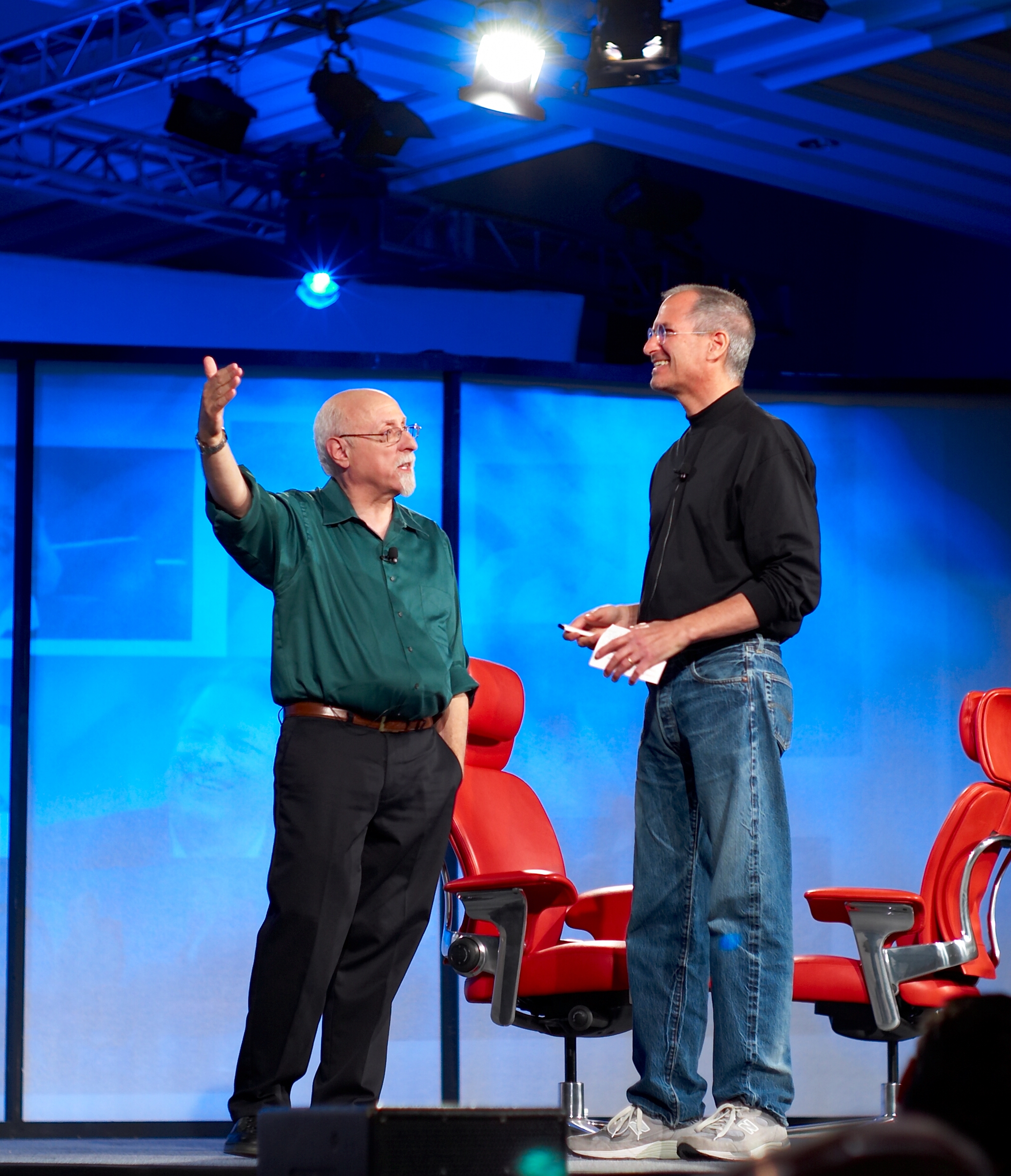
Walt Mossberg ze Steve'em Jobsem podczas konferencji All Things Digital w 2007 roku

Walter S. Mossberg (ur. 27 marca 1947) – amerykański dziennikarz technologiczny. W latach 1970–2013 pisał dla Wall Street Journal, od 1991 był głównym felietonistą technologicznym czasopisma i co tydzień pisał felietony o tytule Personal Technology. Następnie był redaktorem naczelnym portalu The Verge, był również współzałożycielem strony Recode i konferencji All Things Digital. W 2017 roku ogłosił przejście na emeryturę.